# Arabe soudanais
L'arabe soudanais est la variété d'arabe parlée dans tout le Soudan et dans certaines parties de l'Érythrée. Certaines tribus au Soudan ont toujours des accents similaires à ceux d'Arabie saoudite. 

## Histoire
En 1888, le Journal de l'Institut royal d'anthropologie de Grande-Bretagne affirmait que l'arabe parlé au Soudan était "un arabe pur mais archaïque". La prononciation de certaines lettres était comme celle du hijazi, et non égyptienne, telle que la prononciation du g pour la lettre qāf et le j pour la lettre jīm. 

## Caractéristiques phonologiques uniques
L'arabe soudanais est similaire à l'arabe égyptien. Bien qu'il ne partage pas certaines des propriétés caractéristiques des dialectes du nord de l'Égypte (comme celui du Caire), l'arabe soudanais est particulièrement proche de l'arabe égyptien central et du sud ou de l'arabe sa'idi. Il est également étroitement lié à l'arabe héjazi. 

## Influence des langues nubiennes
Dans les parties septentrionales et centrales du Soudan, l'arabe familier soudanais a été influencé par la langue nubienne, qui dans les temps anciens était la langue dominante dans le sud de l'Égypte et le nord du Soudan. Beaucoup de termes agricoles et agricoles en arabe soudanais ont été adoptés en nubien. 
- Arabe soudanais angareb < Nobiin : àngàréé "lit en bois"
- Arabe soudanais kadēsa < Nobiin : kàdíís "cat" par rapport à l'arabe standard qiṭṭ et hirr (et ses dérivés, c'est-à-dire diminutif hurayrah "housecat, kitten").